# Formel E 2017/2018
Formel E 2017/2018 är den fjärde säsongen av formelbilsmästerskapet Formel E. Den första tävlingen kördes i Hongkong den 2 december 2017 och den sista kördes i New York City den 15 juli 2018. Jean-Éric Vergne vann förarmästerskapet och Audi Sport ABT Schaeffler vann teammästerskapet.

## Team och förare
| Team                       | Nr | Förare                 |
| -------------------------- | -- | ---------------------- |
| Audi Sport ABT Schaeffler  | 1  | Lucas di Grassi        |
| Audi Sport ABT Schaeffler  | 66 | Daniel Abt             |
| MS + AD Andretti Formula E | 28 | Antonio Felix da Costa |
| MS + AD Andretti Formula E | 27 | Tom Blomqvist          |
| DS Virgin Racing           | 2  | Sam Bird               |
| DS Virgin Racing           | 36 | Alex Lynn              |
| Dragon                     | 7  | Jerome D´Ambrosio      |
| Dragon                     | 6  | Jose Maria Lopez       |
| Panasonic Jaguar Racing    | 3  | Nelson Piquet Jr       |
| Panasonic Jaguar Racing    | 20 | Mitch Evans            |
| Mahindra Racing            | 23 | Nick Heidfeld          |
| Mahindra Racing            | 19 | Felix Rosenqvist       |
| Nio Formula E Team         | 16 | Oliver Turvey          |
| Nio Formula E Team         | 68 | Luca Filippi           |
| Renault e.dams             | 8  | Nico Prost             |
| Renault e.dams             | 9  | Sebastien Buemi        |
| Techeetah                  | 25 | Jean Eric Vergne       |
| Techeetah                  | 18 | Andre Lotterer         |
| Venturi Formula E          | 5  | Maro Engel             |
| Venturi Formula E          | 4  | Edoardo Mortara        |
| Källa:                     |    |                        |

## Tävlingskalender
|    | ePrix                                | Land      | Bana                                              | Datum           |
| -- | ------------------------------------ | --------- | ------------------------------------------------- | --------------- |
| 1  | HKT Hong Kong E-Prix                 | Hongkong  | Hong Kong Central Harbourfront Circuit            | 2 december 2017 |
| 2  | HKT Hong Kong E-Prix                 | Hongkong  | Hong Kong Central Harbourfront Circuit            | 3 december 2017 |
| 3  | Marrakesh E-Prix                     | Marocko   | Circuit International Automobile Moulay El Hassan | 13 januari 2018 |
| 4  | Antofagasta Minerals Santiago E-Prix | Chile     | Parque Forestal ciudad de Santiago                | 3 februari 2018 |
| 5  | Mexico City E-Prix                   | Mexiko    | Autodromo Hermanos Rodriguez                      | 3 mars 2018     |
| 6  | CBMM Niobium Punta del Este E-Prix   | Uruguay   | Punta del Este Street Circuit                     | 17 mars 2018    |
| 7  | CBMM Niobium Rome E-Prix             | Italien   | Circuto Cittadino dell’EUR                        | 14 april 2018   |
| 8  | Qatar Airways Paris E-Prix           | Frankrike | Circuit des Invalides                             | 28 april 2018   |
| 9  | Berlin E-Prix                        | Tyskland  | Flughafen Tempelhof                               | 19 maj 2018     |
| 10 | Zurich E-Prix                        | Schweiz   |                                                   | 10 juni 2018    |
| 11 | Qatar Airways New York City E-Prix   | USA       | Brooklyn circuit                                  | 14 juli 2018    |
| 12 | Qatar Airways New York City E-Prix   | USA       | Brooklyn circuit                                  | 15 juli 2018    |

## Resultat
|    | ePrix                                | Pole position    | Snabbaste varv    | Vinnande förare  | Vinnande team             |
| -- | ------------------------------------ | ---------------- | ----------------- | ---------------- | ------------------------- |
| 1  | HKT Hong Kong E-Prix                 | Jean-Éric Vergne | Daniel Abt        | Sam Bird         | DS Virgin Racing          |
| 2  | HKT Hong Kong E-Prix                 | Felix Rosenqvist | Felix Rosenqvist  | Felix Rosenqvist | Mahindra Racing           |
| 3  | Marrakesh E-Prix                     | Sébastien Buemi  | Nelson Piquet, Jr | Felix Rosenqvist | Mahindra Racing           |
| 4  | Antofagasta Minerals Santiago E-Prix | Jean-Éric Vergne | Sam Bird          | Jean-Éric Vergne | Techeetah                 |
| 5  | Mexico City E-Prix                   | Felix Rosenqvist | Lucas di Grassi   | Daniel Abt       | Audi Sport ABT Schaeffler |
| 6  | CBMM Niobium Punta del Este E-Prix   | Jean-Éric Vergne | Jose Maria Lopez  | Jean-Éric Vergne | Techeetah                 |
| 7  | CBMM Niobium Rome E-Prix             | Felix Rosenqvist | Daniel Abt        | Sam Bird         | Audi Sport ABT Schaeffler |
| 8  | Qatar Airways Paris E-Prix           | Jean-Éric Vergne | Lucas di Grassi   | Jean-Éric Vergne | Techeetah                 |
| 9  | Berlin E-Prix                        | Daniel Abt       | Daniel Abt        | Daniel Abt       | Audi Sport ABT Schaeffler |
| 10 | Zurich E-Prix                        | Mitch Evans      | Andre Lotterer    | Lucas di Grassi  | Audi Sport ABT Schaeffler |
| 11 | Qatar Airways New York City E-Prix   | Sébastien Buemi  | Daniel Abt        | Lucas di Grassi  | Audi Sport ABT Schaeffler |
| 12 | Qatar Airways New York City E-Prix   | Sébastien Buemi  | Daniel Abt        | Jean-Éric Vergne | Audi Sport ABT Schaeffler |